# Animerama
Animerama (アニメラマ) é uma série de filmes adultos de temas eróticos relacionados originalmente concebidos e iniciados por Osamu Tezuka e feitos em seu estúdio de animação Mushi Production do final da década de 1960 ao início da década de 1970, possivelmente destinados como contrapartidas animadas dos filmes rosa, então emergentes (uma conexão direta sendo Shigemi Satoyoshi como cenarista de Cleópatra).
Além dos temas eróticos, eles também são definidos pela mistura de animações tradicionais mais típicas com sequências de UPA e Yōji Kuri — uso experimental influenciado do design moderno, animação limitada e pinturas estáticas semelhantes aos curtas-metragens experimentais de Tezuka e, em geral, todos dirigido, às vezes compartilhando o faturamento com Tezuka, por Eiichi Yamamoto. O primeiro, Mil e Uma Noites, foi o primeiro longa-metragem de animação erótica e, aos 130 minutos, continua sendo um dos mais longos de todos os tempos. Os dois primeiros também são notáveis por ter partituras do famoso compositor e rearranjador eletrônico Isao Tomita. A terceira, Belladonna, feita sem o envolvimento direto de Tezuka, é mais séria do que seus antecessores, contando sua história principalmente através de panelas sobre pinturas panorâmicas e narrativas.
Os três filmes da trilogia são:
- A Thousand and One Nights (千夜一夜物語, Senya Ichiya Monogatari) (1969)
- Cleopatra (クレオパトラ, Kureopatora) (1970)
- Kanashimi no Belladonna (哀しみのベラドンナ, Kanashimi no Beradonna) (1973)

Todos os três foram lançados em DVD-Video pela divisão de vídeos da Columbia Music Entertainment, separadamente e em conjunto, em 2004 no Japão e relançados em 2006.
Uma animação em vídeo original de 1991, baseada em parte de The Life of an Amorous Man de Ihara Saikaku (lançada no VHS no Reino Unido e na Irlanda como The Sensualist) feita na Grouper Production às vezes é considerada um sucessor não oficial da trilogia, devido à envolvimento de Yamamoto como roteirista e suas imagens eróticas e experimentais.